# TJ Partizán Domaniža
TJ Partizán Domaniža là một câu lạc bộ bóng đá Slovakia, đến từ làng Domaniža. Câu lạc bộ được thành lập năm 1948.